# 르디퍼
르디퍼(LEDIFFER)는 2024년 설립되어 'Deeper Difference'를 제공하는 퓨어 라이프케어 프리미엄 코스메틱 브랜드이다. 천연 원료를 활용한 친환경 콘셉트가 특징이다.

이제훈 르디퍼 글로벌 앰버서더

## 특징
- 자체 연구소에서 개발하는 차원이 다른 기술력

르디퍼는 16년 화장품 연구 개발 경력 전문가와, 안전하고 효과적으로 피부 고민을 해결할 수 있는 천연원료를 바탕으로, 특허받은 자체 개발 성분과 혁신적인 기술력을 활용해 최상의 웰니스 스킨케어 제품을 출시한다.
- 안전하고 차별화된 품질과 효과

르디퍼는 피부 더마 테스트 최고 등급 인증, EWG 1등급 원료, 검증된 임상 데이터로 피부 고민 솔루션의 차별화된 품질과 전문성을 가지고 있다.
- 피부 진정과 영양을 동시에

인체에 무해한 자연 성분을 아낌없이 활용해 피부 본연의 힘을 기르고 일상의 가치를 높이는 것을 목표로 한다.

## 제품
르디퍼  헤어케어 라인

프리미엄 디퍼 샴푸

스킨부스터바이르디퍼

- 프리미엄 디퍼 샴푸(Premium Deeper Shampoo)

30여 가지의 천연 성분들로 추출과 발효 과정을 거처 담아낸 귀한 헤어 레시피로 임상시험에서 가장 안전한 평가를 받은 신개념 샴푸이다.
- 프리미엄 디퍼 헤어팩(Premium Deeper Hair Pack)

실크 단백질 특허 기술로 씻어낼 필요 없이 모발에 영양을 온전히 전달하는 노워시 헤어팩이다. 세포 재생 촉진 성분이 함유되어 건강한 두피와 부드러운 모발을 완성한다.
- 프리미엄 디퍼 헤어오일(Premium Deeper Hair Oil)

손상된 모발을 집중 케어하는 천연 헤어오일 성분이 머릿결에 수분감과 윤기를 더해 생기를 회복시켜준다. 고혹적인 오리엔탈 플로럴 향으로 고급스러움을 선사한다.
- 르디퍼 샴푸 브러쉬(Lediffer Shampoo Brush)

간편하고 손쉽게 두피 노폐물을 제거할 수 있는 인체에 무해한 100% 순수 실리콘 샴푸 브러쉬이다.
르디퍼  스킨케어 라인

르디퍼 울트라 화이트닝 선세럼

- 스킨부스터 바이 르디퍼(Skinbooster by Lediffer)

모공보다 작은 300달톤 초저분자 콜라겐을 통해 글루타치온, 히알루론산 등의 유효 성분들을 피부 속까지 침투시켜 즉각적인 톤업과 화이트닝 효과를 경험할 수 있는 신개념 스킨부스터이다.
- 르디퍼 울트라 화이트닝 선세럼(Lediffer Ultra Whitening Sun Serum)

자외선 차단과 미백·주름 케어를 동시에 할 수 있는 올데이 선 세럼이다. 백탁 현상 없이 빠르게 흡수되어 피부를 촉촉하게 가꿔준다.

## 여담
- 2024년 태국의 대형 유통업체인 TK 로지스틱 시스템(TK Logistic Systems Company Limited)와 독점 파트너십 계약을 체결하고 이제훈과 기념 행사를 열었다.[2] 이후 동남아시아 7개국(태국, 인도네시아, 싱가포르, 대만, 말레이시아, 베트남, 인도) 내 300만 달러 규모 수출 계약을 체결했다.[3]
- 2024년 현대백화점 목동점, 더현대 서울의 B.CLEAN에 입점하였다.[4]
- 공식 엠버서더로 배우 이제훈이 선정되었다. 현대백화점에서 브랜드 사인회를 열었다.[5]
- 오사사 TV'의 마츠다 부장이 팝업행사장에 방분하여 팬사인회를 열었다.[6]
- 2024년 쿠팡라이브에서 '많이 팔린 방송 TOP 10' 1위를 달성했다.[7]
- 웰니스라운지, 두드림 성형외과[8], 오라클피부과에 공식 입점하였다.[9]
- 핀란드 셋방살이에 PPL로 깜짝 등장했다
- 2025 서울 모빌리티쇼에서 프리미엄 코스메틱 브랜드로 참가했다.[10]